# Juncus filipendulus
Juncus filipendulus är en tågväxtart som beskrevs av Samuel Botsford Buckley. Juncus filipendulus ingår i släktet tåg, och familjen tågväxter. Inga underarter finns listade i Catalogue of Life.